# Odulphuskirche
Odulphuskirche heißen nach Odulf von Utrecht benannte Kirchen:
Belgien
- St. Odulfuskerk (Borgloon)
- St. Odulphus (Tienen-Bost)

Großbritannien
- St. Odulphus (Pillaton)

Niederlande
- Sint Olofskapel (Amsterdam)
- St. Odulphuskerk (Assendelft)
- St. Odulphuskerk (Bakhuizen)
- St. Odulphuskerk (Best)
- Odulphuskerk (Meliskerke)
- Odulphuskerk (Yerseke)
- Ss Fredericus en Odulfus (Leiden)
- Dorfkirche Wijk aan Zee